# Вайлен-унтер-ден-Ріннен
Вайлен-унтер-ден-Ріннен (нім. Weilen unter den Rinnen) — громада в Німеччині, знаходиться в землі Баден-Вюртемберг. Підпорядковується адміністративному округу Тюбінген. Входить до складу району Цоллернальб.
Площа — 3,08 км2. Населення становить 597 осіб (станом на 31 грудня 2020).